# Tutchone

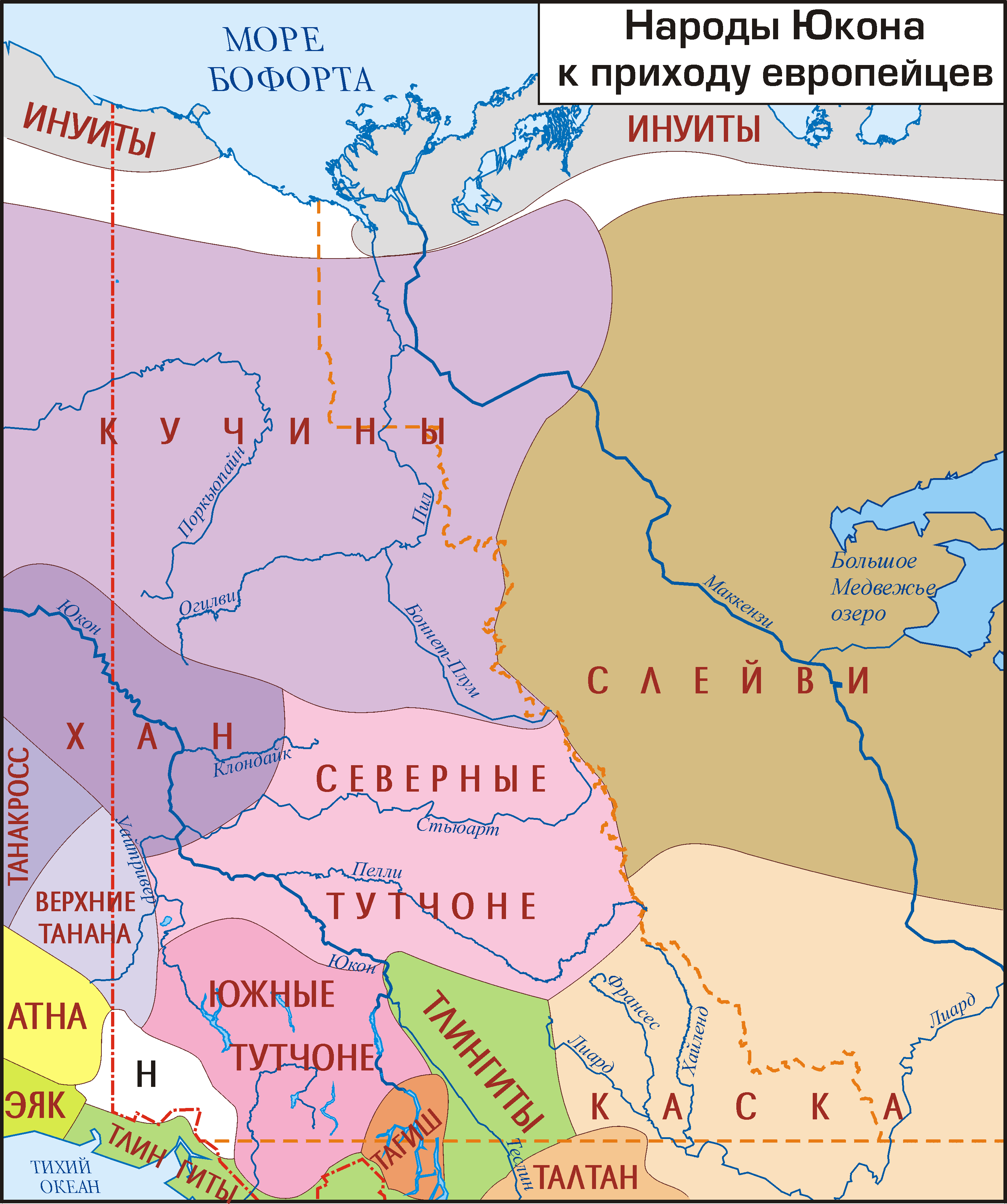
Siedlungsgebiet der Südlichen Tutchone (dunkleres violett im Südwesten) und Nördlichen Tutchone (helleres violett) u. a. First Nations im Yukon-Territorium vor Ankunft der Europäer. Karte (russisch) des Linguarium-Projektes der Lomonossow-Universität.

Die Tutchone oder (je nach Dialekt) Dan bzw. Dän (beides: "Volk") (früher: Tutchonekutchin) sind eine Gruppe der kanadischen First Nations im Südwesten des Yukon-Territoriums und im Nordwesten von British Columbia, die sich kulturell sowie sprachlich in zwei regionale Stammesgruppen unterteilen, wobei der Lake Laberge (Tàa'an Mǟn) als Grenze dienen kann:
- den Nördlichen (Northern) Tutchone (vier First Nations repräsentiert durch den Northern Tutchone Tribal Council) und
- den Südlichen (Southern) Tutchone (drei First Nations repräsentiert durch den Southern Tutchone Tribal Council).

Ihr traditionelles Wohngebiet umfasste das von den Oberläufen des Alsek (Chu Nìikwän) und Yukon River (Southern Tutchone: Tágà Shäw, Northern Tutchone: Tagé Cho; beides: „großer Fluss“) geprägte Plateau sowie das Flussgebiet des Tatshenshini Rivers (Shäwshe Chù), im Südwesten begrenzt vom Küstengebirge und den Saint Elias Mountains und im Nordosten von der Selwyn Range.
Die Tutchone zählen sowohl sprachlich als auch kulturell zu den Nördlichen Athabasken und ihre Sprache – die mehr als Dialektkontinuum zu betrachten ist (die gegenseitige Verständlichkeit nimmt mit zunehmender geographischer Distanz der Gruppen erheblich ab) – gehört zum nördlichen Zweig der Athapaskischen Sprachen, wobei eine nördliche regionale Dialektgruppe und eine südliche regionale Dialektgruppe unterschieden wird. Mit Hilfe des Yukon Native Language Centre haben sie eine eigene Schrift entwickelt und einen Teil ihrer Erzählungen publiziert.
Trotz der vormals gebräuchlichen Stammesbezeichnung als Tutchonekutchin gehören sie nicht der indigenen Ethnie der Gwich'in (Kutchin) an. Die heute allgemein übliche Stammesbezeichnung leitet sich von Dechan to hot'yan („Volk, das in den Wäldern lebt“) ab, der Tutchone-Bezeichnung für eine Band der Nördlichen Tutchone im Stewart River Valley, später wurde dies als „Tutchone“ bzw. Wood Indians oder Stick Indians als Sammelbezeichnung für alle Gruppen übernommen.
Sie stehen sprachlich-kulturell den benachbarten und ebenfalls zu den Nördlichen Athabasken zählenden Gwich'in, Han (Hän Hwëch'in) und Upper Tanana (Kohtʼiin) sehr nahe, wobei die "Südlichen (Southern) Tutchone Bands" von den Tlingit manche Kulturtechniken – und teilweise deren Sprache – übernommen haben.

## Geschichte

### Frühgeschichte
Früheste Lebensgrundlage dürften die Karibuherden gewesen sein, aber auch Elch, Schaf und Murmeltier, dazu Hase und ground squirrels, die mit Erdhörnchen verwandt sind. Dazu kamen Vögel und, vor allem entlang der Flüsse, Fisch – in erster Linie Lachs.
Das raue Klima erzwang ein halbnomadisches Leben, bei dem Familien in Frühjahrs- und Sommerlagern zusammenkamen, um zu fischen, aber auch im kurzen Herbst, um zu jagen. Fischseen und Lager für Winterproviant boten Siedlungsmittelpunkte für die kalte Jahreszeit. Bereits zum Winterende begann die Jagd erneut.
Möglicherweise beeinflusst von ihren Handelspartnern, den küstennahen Tlingit, bauten einige Tutchone ebenfalls Plankenhäuser. Doch die meisten lebten wohl in flüchtigen Unterkünften aus Zweigen, Geäst und Fellen. Das unwegsame Gelände und fehlende Transportmittel – Hundeschlitten kamen erst im 19. Jahrhundert auf – erlaubten nur leicht transportables Eigentum. Dazu wurden Birkenholzkisten gebaut. Auch die Kleidung war dem Klima und der Lebensweise angepasst. Im Gegenzug wurde das Wissen um die Plätze von Ressourcen äußerst wichtig, denn der effiziente Werkzeugbau war ohne diese Plätze kaum denkbar, ebenso wenig die Versorgung mit Heilpflanzen. So kannten einige Familien Kupferstätten, um daraus Messer oder Pfeilspitzen zu fertigen, die übrigen mussten sich auf Knochen und Geweih oder Stein verlassen.
Die Verwandtschaft gliedert sich in zwei exogame Moieties, d. h. innerhalb dieser über die weibliche Linie verwandten Gruppen des Krähen- und des Wolfsclans, durfte nicht geheiratet werden. Bis ins 19. Jahrhundert hinein war es individuelles Prestige oder das einer Familie, das Häuptlinge oder Familienoberhäupter hervorbrachte.
Im Lauf des 19. Jahrhunderts kam als weiterer Faktor Reichtum hinzu, der durch Handel mit den Tlingit oder durch Eheschließungen zustande kam. Dabei wurden vor allem die küstennahen Tutchone in Tlingit-Clans aufgenommen.
Schamanen taten sich als Heiler hervor und waren zuständig für die Beeinflussung und Kontaktaufnahme mit spirituellen Mächten. Diese halfen bei der Auffindung von Jagdbeute oder bei der Bekämpfung von Krankheiten.

### Einfluss der Europäer

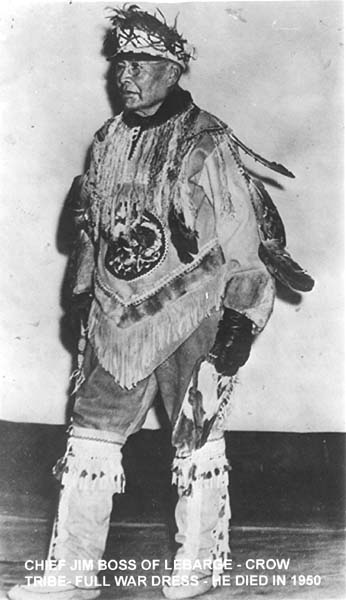
Jim Boss (1871–1950) traditioneller Häuptling der zu den Southern Tutchone zählenden Ta'an Kwach'an aus Lake Lebarge, 1950 in vollem Ornat fotografiert. Mit Feuerholz, Fisch und Pelzen handelte er bereits zur Zeit des Klondike-Goldrausches. Die Fotografie ist ein Geschenk von Fred Boss an Rolf Hougen

Der Pelzhandel der Hudson’s Bay Company, aber auch der Tlingit, ermutigte die winterliche Jagd, so dass die Phasen des Zusammensiedelns kürzer wurden. Dies förderte wiederum die Zerstreuung der Familien in dem riesigen Gebiet.
Dazu kamen Konflikte im Zusammenhang mit dem Goldrausch am Klondike (1896–1898). Doch viel dramatischer änderte der Bau des Alaska Highway die Lebensweise der Tutchone ab 1942. Ihre ökonomische Basis liegt seitdem zunehmend auf Lohnarbeit, doch immer noch ernähren sie sich partiell durch Jagd und Sammeln.

### Landansprüche
Wie viele Indianerstämme, so haben auch die Tutchone nie einen Vertrag unterschrieben. Stammesführer wie Elijah Smith (gest. 1991), Paul Birckel und Harry Allen haben daher den Council of Yukon First Nations mitgegründet. Er ist aus dem als Verhandlungsorgan für Landansprüche entstandenen Council for Yukon Indians hervorgegangen. 1980 verband er sich mit der Yukon Native Brotherhood und der Yukon Association of Non-Status Indians zum Council for Yukon Indians. Dieser fordert die Selbstregierung (self government).
Mit der Annahme einer neuen Konstitution änderte er seinen Namen in Council of Yukon First Nations (CYFN). Zu ihm gehören 11 First Nations aus dem Yukon-Gebiet. Neun Mitglieder-Stämme haben inzwischen Verträge über Landansprüche und Selbstregierung abschließen können.
1995 wurde die Tutchone Judy Gingell Commissioner of Yukon.

## Heutige Tutchone First Nations
Heute werden seitens der kanadischen Regierung insgesamt acht First Nations der Tutchone offiziell als Stämme anerkannt, laut Crown-Indigenous Relations and Northern Affairs Canada zählen diese First Nations aktuell (Juli 2020) insgesamt 4.400 Stammesangehörige. Zumeist stellen die Tutchone jeweils die Mehrheit, nur bei der "White River First Nation (WRFN)" sind die Upper Tanana Athabasken die bestimmende indigene Ethnie.

### Nördlichen Tutchone
Northern Tutchone Tribal Council
- First Nation of Nacho Nyak Dun (Eigenbezeichnung: Nacho Nyäk Dun – "Volk am großen Fluss, d. h. des Stewart River", andere Tutchone bezeichneten diese als Dechan to Hot’yan – "Volk, das in den Wäldern lebt"; Verwaltungssitz: Mayo; Population Juli 2020: 547) (Northern Tutchone, Kaska, Tahltan, Tagish und Gwich'in)
- Little Salmon/Carmacks First Nation (Eigenbezeichnung: Tagé Cho Hudän – "Volk am Großen Fluss"; Verwaltungssitz: Carmacks; Population Juli 2020: 680)
- Selkirk First Nation (Eigenbezeichnung: Hućha Hudän – "Volk der Ebenen", da die Landschaft um Fort Selkirk entlang beider Flussufer flach ist; Verwaltungssitz: Pelly Crossing; Population Juli 2020: 661)

Independent First Nations
- White River First Nation (WRFN) (Verwaltungssitz: Beaver Creek; Population Juli 2020: 159) (Scottie Creek Band und Beaver Creek Band der Upper Tanana Athabasken, Dzäntuchʼǟn ("Snag Band") der Northern Tutchone, Southern Tutchone)

### Südlichen Tutchone
Southern Tutchone Tribal Council
- Champagne and Aishihik First Nations (CAFN) (Eigenbezeichnung: Shadhäla yè Äshèyi Kwädän; Verwaltungssitz: Haines Junction (Dakwäkäda); Population Juli 2020: 735 (Champagne) + 191 (Aishihik) – Gesamt: 926) (bestehend aus zwei First Nations: den Kwächä̀l Kwächʼǟn ("Champagne First Nation") und Äshèyi Kwächʼǟn ("Aishihik First Nation") – sowie mehreren nicht offiziell anerkannten Bands: Chu ʼEna kwächʼǟn/Chu Yena kwächʼǟn ("Hutchi/Hutshi Lakes Volk"), Łughą Kwächʼǟn ("Klukshu Volk"), Łuchʼǟn oder Shäwshe ("Dalton Post Volk") und der Titlʼàt kwächʼǟn ("Dezadeash River Volk"))
- Kluane First Nation (Eigenbezeichnung: Lù’àn Män Ku Dän oder Lù’àn Mun Ku Dän – "Kluane Lake Volk"; Verwaltungssitz: Burwash Landing; Population Juli 2020: 176) (Southern Tutchone, Upper Tanana, Northern Tutchone, Tlingit)
- Ta’an Kwäch’än Council (Eigenbezeichnung: Ta'an Kwäch’än – "Lake Laberge Volk"; Verwaltungssitz: Whitehorse (Kwänlin); Population Juli 2020: 280) (Southern Tutchone, Tagish und Tlingit)

Independent First Nations
- Kwanlin Dün First Nation (KDFN) (Eigenbezeichnung: Kwänlin Dän Kwächʼǟn – "Volk von Whitehorse"; Verwaltungssitz: Whitehorse (Kwänlin); Population Juli 2020: 1.015) (Southern Tutchone, Tagish, Tlingit)